# Ukrajinske (Pryluky)
Ukrajinske (ukrainisch Українське; russisch Украинское Ukrainskoje) ist ein Dorf im Südosten der ukrainischen Oblast Tschernihiw mit etwa 650 Einwohnern (2001).
Das erstmals 1629 schriftlich erwähnte Dorf liegt 21 km westlich vom ehemaligen Rajonzentrum Talalajiwka und etwa 180 km südöstlich vom Oblastzentrum Tschernihiw.
Am 12. Juni 2020 wurde das Dorf ein Teil der Siedlungsgemeinde Talalajiwka, bis dahin bildete es zusammen mit den Dörfern Nowa, Sajmyschtsche (Займище) und Step (Степ) die gleichnamige Landratsgemeinde Ukrajinske (Українська сільська рада/Ukrajinska silska rada) im Westen des Rajons Talalajiwka.
Am 17. Juli 2020 kam es im Zuge einer großen Rajonsreform zum Anschluss des Rajonsgebietes an den Rajon Pryluky.

## Söhne und Töchter der Ortschaft
- Wassyl Horlenko (1853–1907), ukrainischer Schriftsteller, Literaturkritiker, Kunsthistoriker, Volkskundler und Ethnograph.
- Iwan Sabijaka (Іван Михайлович Забіяка; * 1953), ukrainischer Historiker, Schriftsteller, Sprachwissenschaftler, Journalist und Sozialaktivist